# Epitola pseudelissa
Epitola pseudelissa är en fjärilsart som beskrevs av Henry Stempffer 1968. Epitola pseudelissa ingår i släktet Epitola och familjen juvelvingar. Inga underarter finns listade i Catalogue of Life.